# 2024년 방글라데시 쿼터 개혁 운동

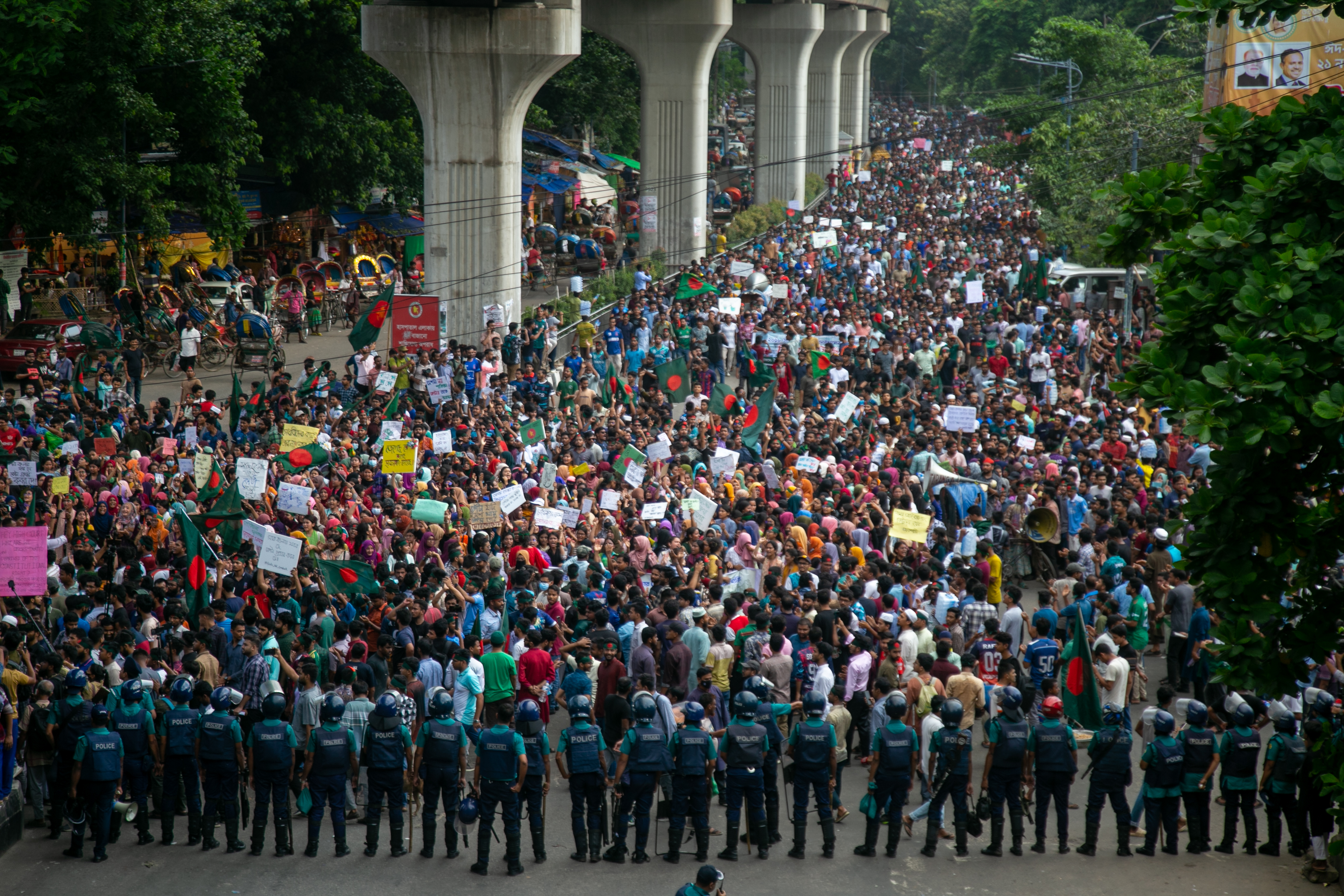
대규모 행렬에 대한 경찰 봉쇄

2024년 방글라데시 쿼터 개혁 운동(2024 Bangladesh quota reform movement) 또는 2024년 방글라데시 시위는 공립 및 사립 대학의 학생들이 주도하는 방글라데시에서 진행중인 반정부 시위였다.
방글라데시에는 7월 혁명으로도 불린다.
처음에는 정부 채용을 위한 전통적인 할당 기반 시스템을 재구성하는 데 중점을 두었지만 정부가 수백 명의 시위대와 민간인을 살해한 이후 이 운동은 확대되었다.
이는 2024년 6월 방글라데시 대법원이 2018년 개혁을 뒤집고 자유 투사 후손에 대한 할당량 30%를 부활시키면서 시작되었다. 학생들은 장점에 따라 이러한 제한된 기회를 느꼈다. 쿼터제에 대한 대응으로 처음 시작되어 대학 캠퍼스에서 국한된 시위는 권위주의 정부로 간주되는 정부의 강경한 폭력 대응과 지속적인 탄압에 따른 국민의 불만으로 급속히 전국으로 확산됐다. 정부가 장기간의 경기 침체를 관리할 능력이 없고 변화를 주도할 수 있는 민주적 채널이 부재하는 등 여러 가지 계속되는 문제로 인해 상황은 더욱 복잡해졌다.
아와미 연맹 정부는 이 시위가 국가를 불안정하게 만들려는 정치적 반대자들, 주로 BNP와 자마트-이슬라미(Jamaat-e-Islami)에 의해 납치됐다고 비난했다. 정부는 학생회인 차트라 연맹(Chhatra League)을 이용해 시위대를 상대로 모든 교육 기관을 폐쇄하고, 경찰과 국경 수비대를 배치하고, 궁극적으로 전국적인 총격 금지령을 선포함으로써 시위를 진압하려 했다. 방글라데시를 세계 다른 지역으로부터 효과적으로 고립시킨 전례 없는 전국적인 인터넷 정전 속에서 군대는 전국에 배치되었다. 정부는 페이스북을 포함한 방글라데시 소셜미디어도 차단했다. 다양한 사망자 수가 보고되었다. 7월 24일 기준으로 전국 각지에서 203명이 사망하고 2만 명 이상이 부상을 입었으며 2,580명이 체포됐다. 이 운동은 폭력에 대한 책임 규명, 공무원 사퇴, 학생회 개혁 등의 요구를 확대하면서 여전히 진행 중이다.

## 갤러리

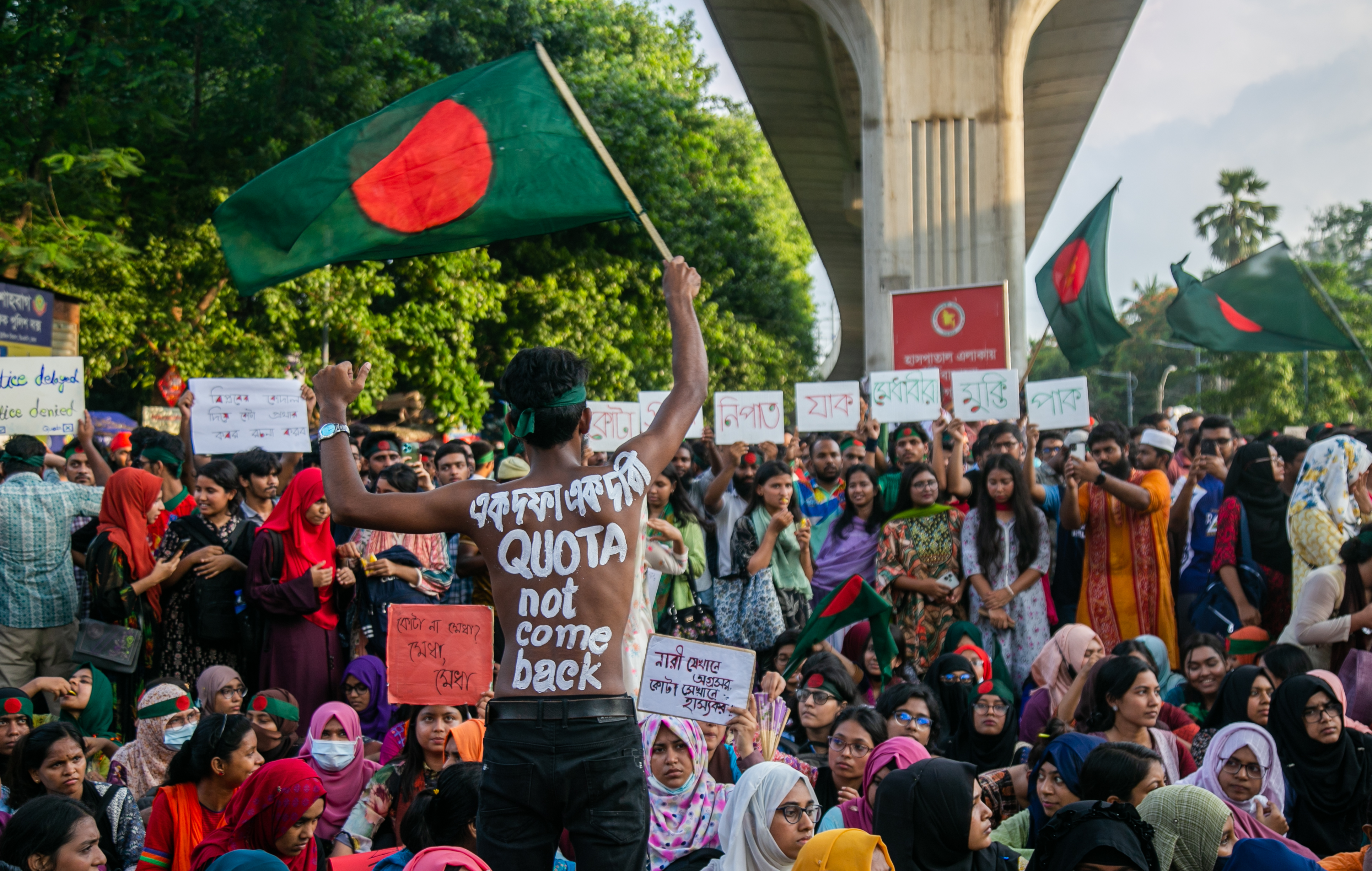
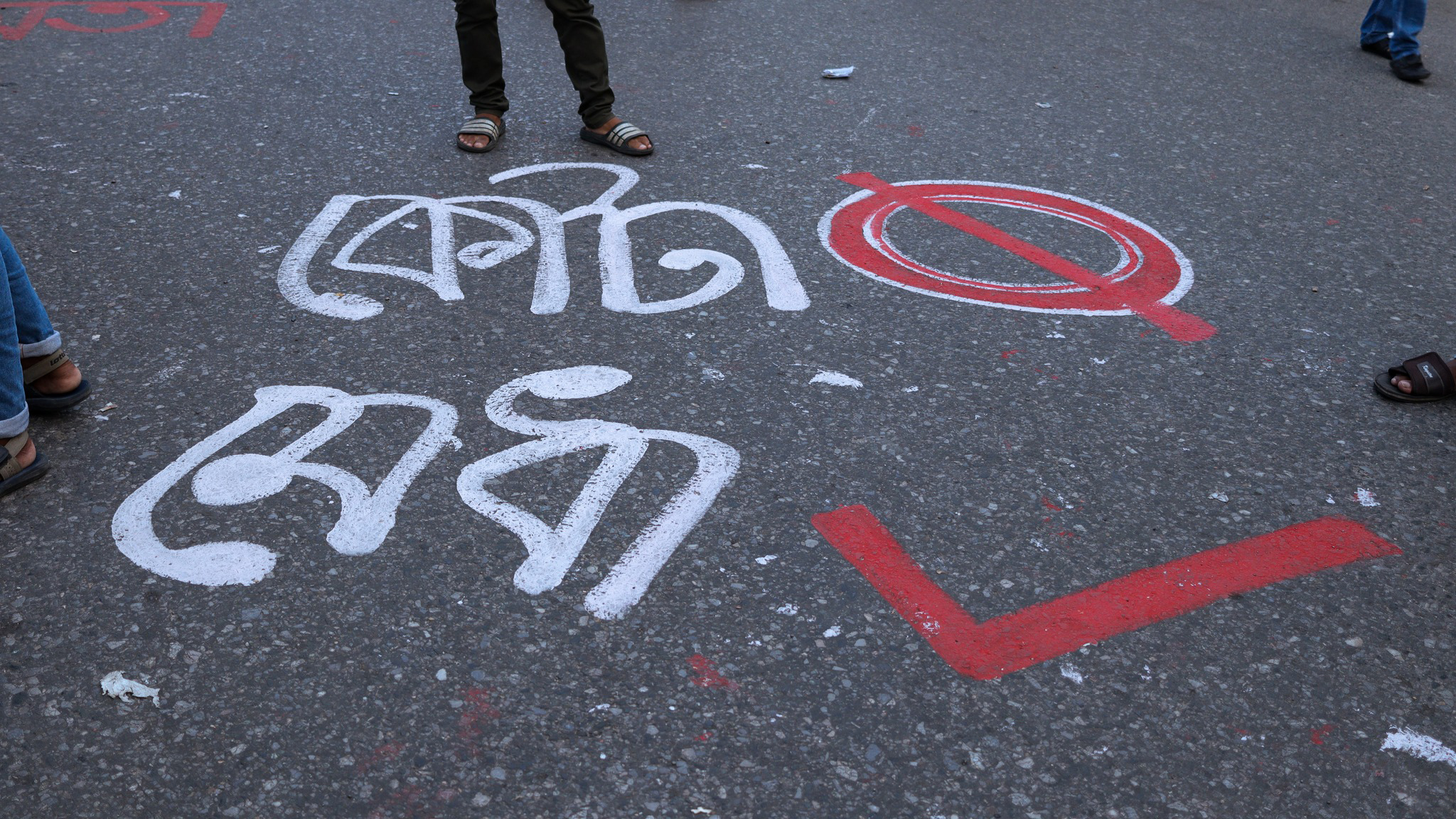
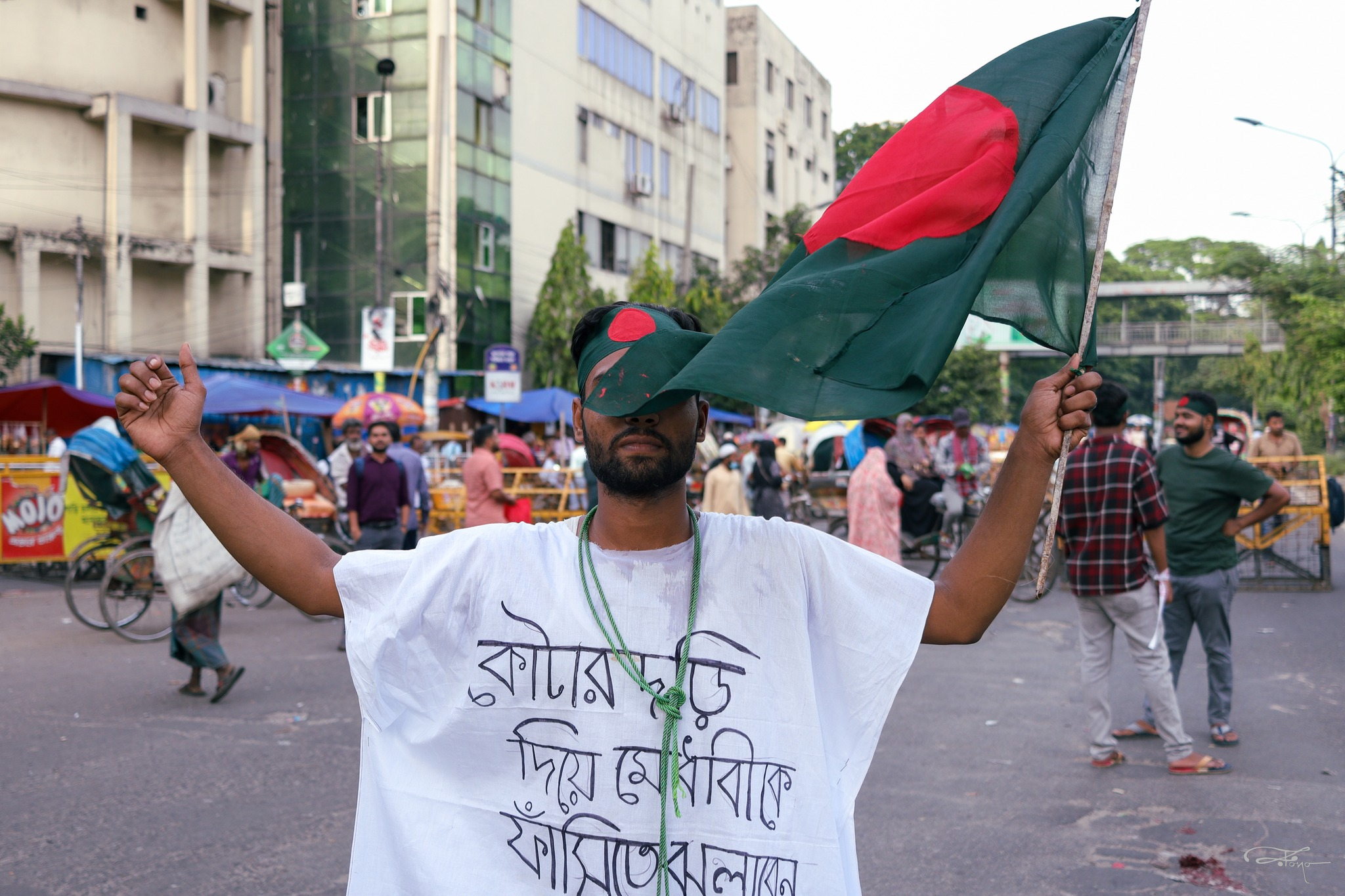
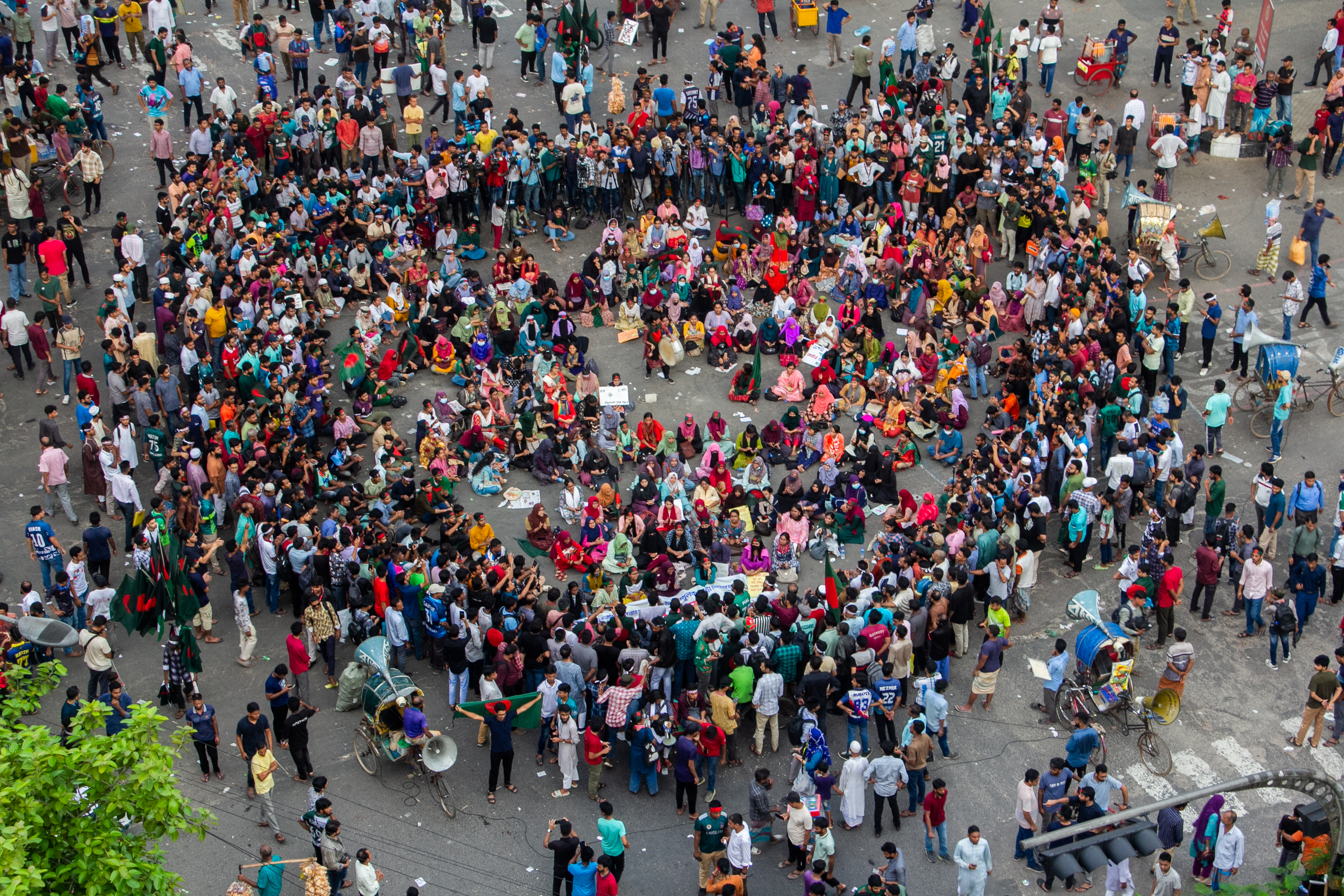
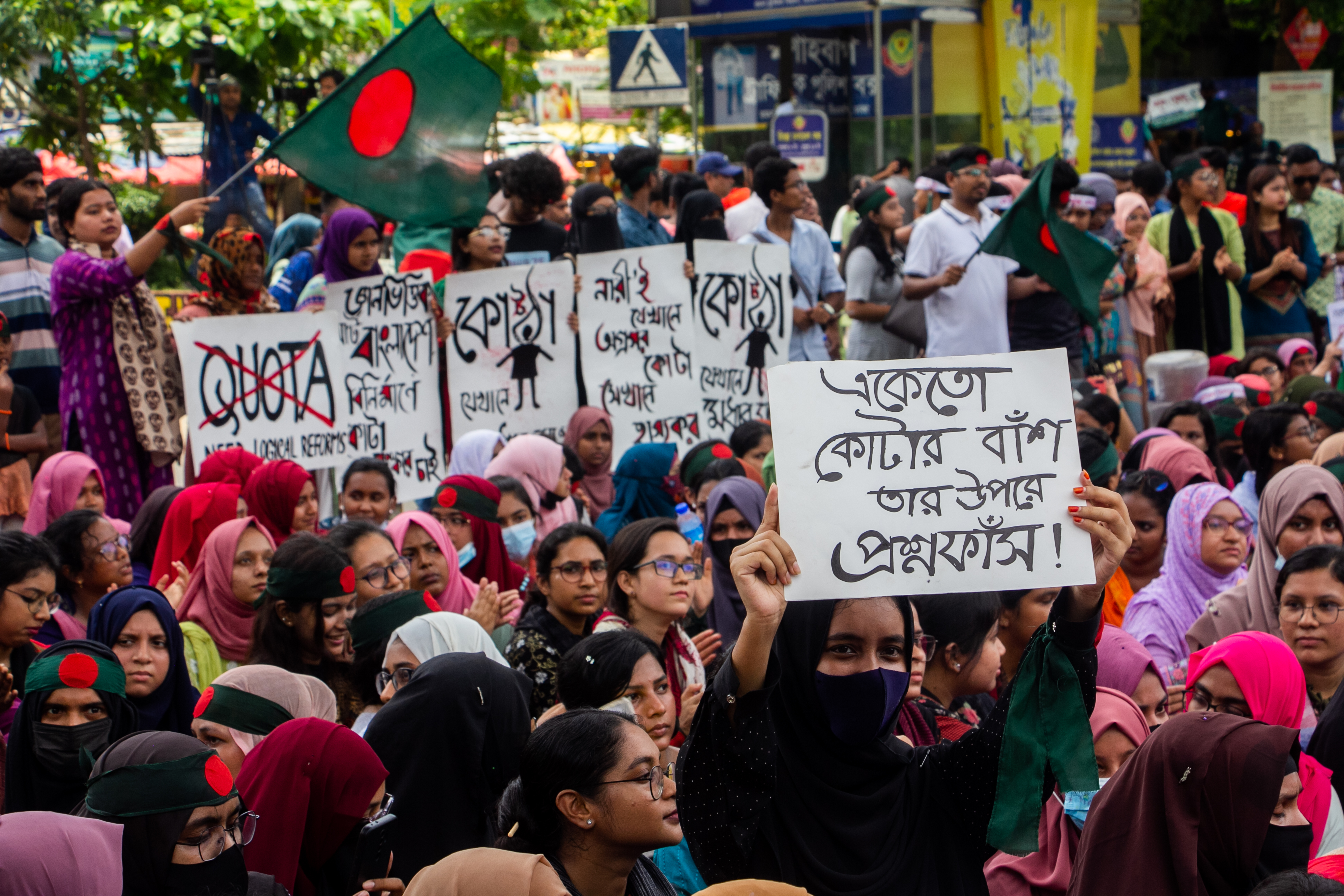
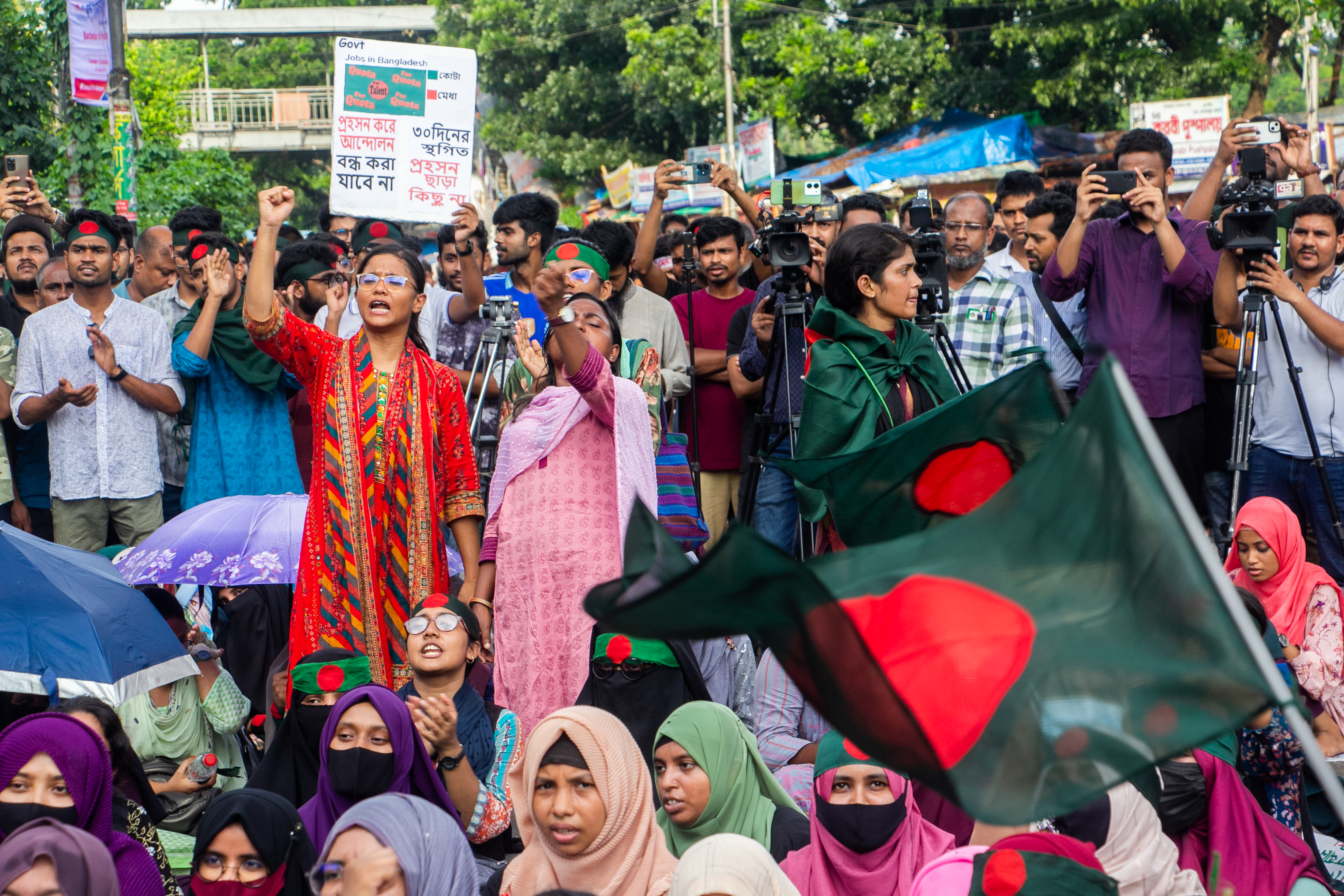
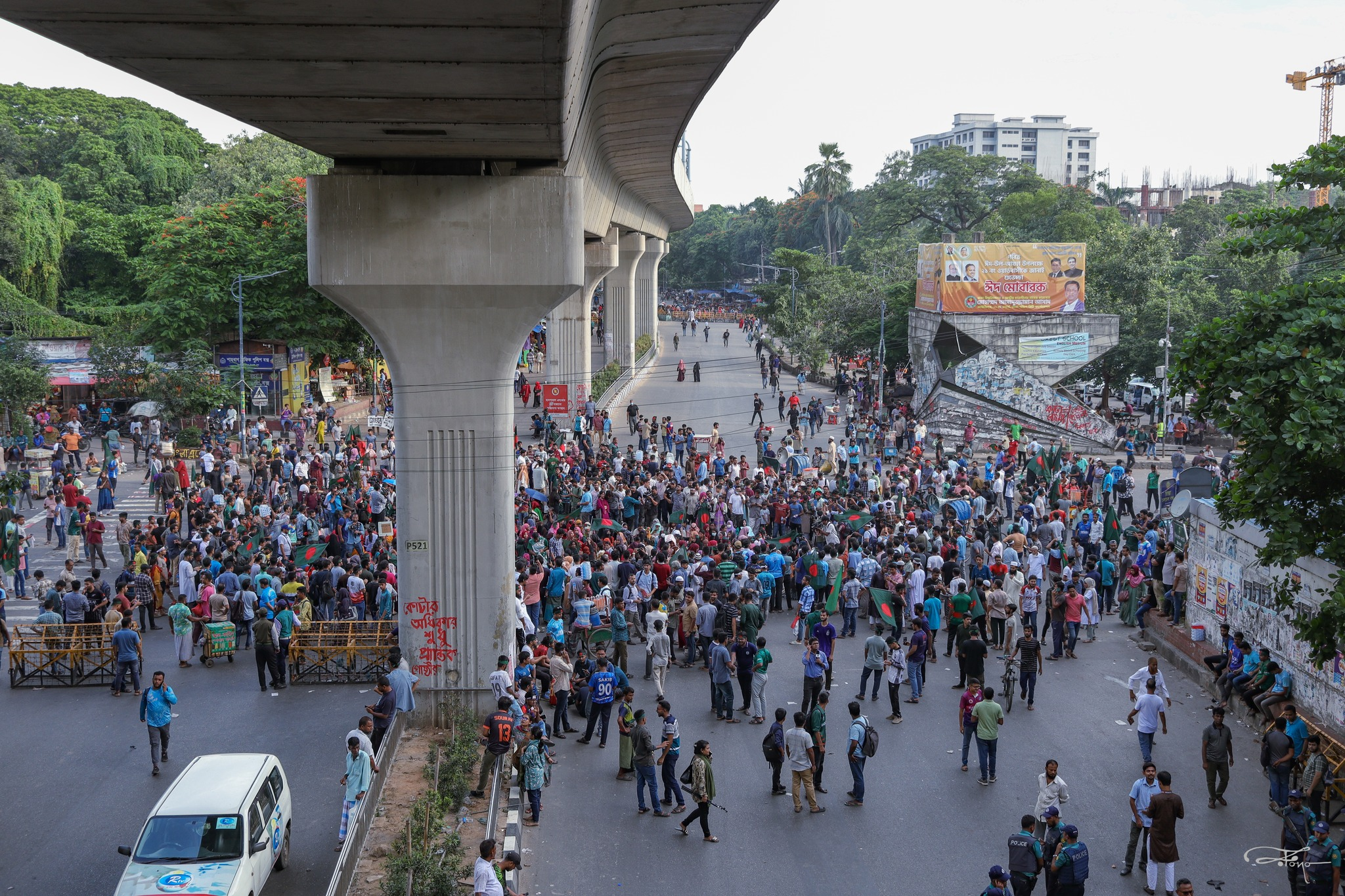
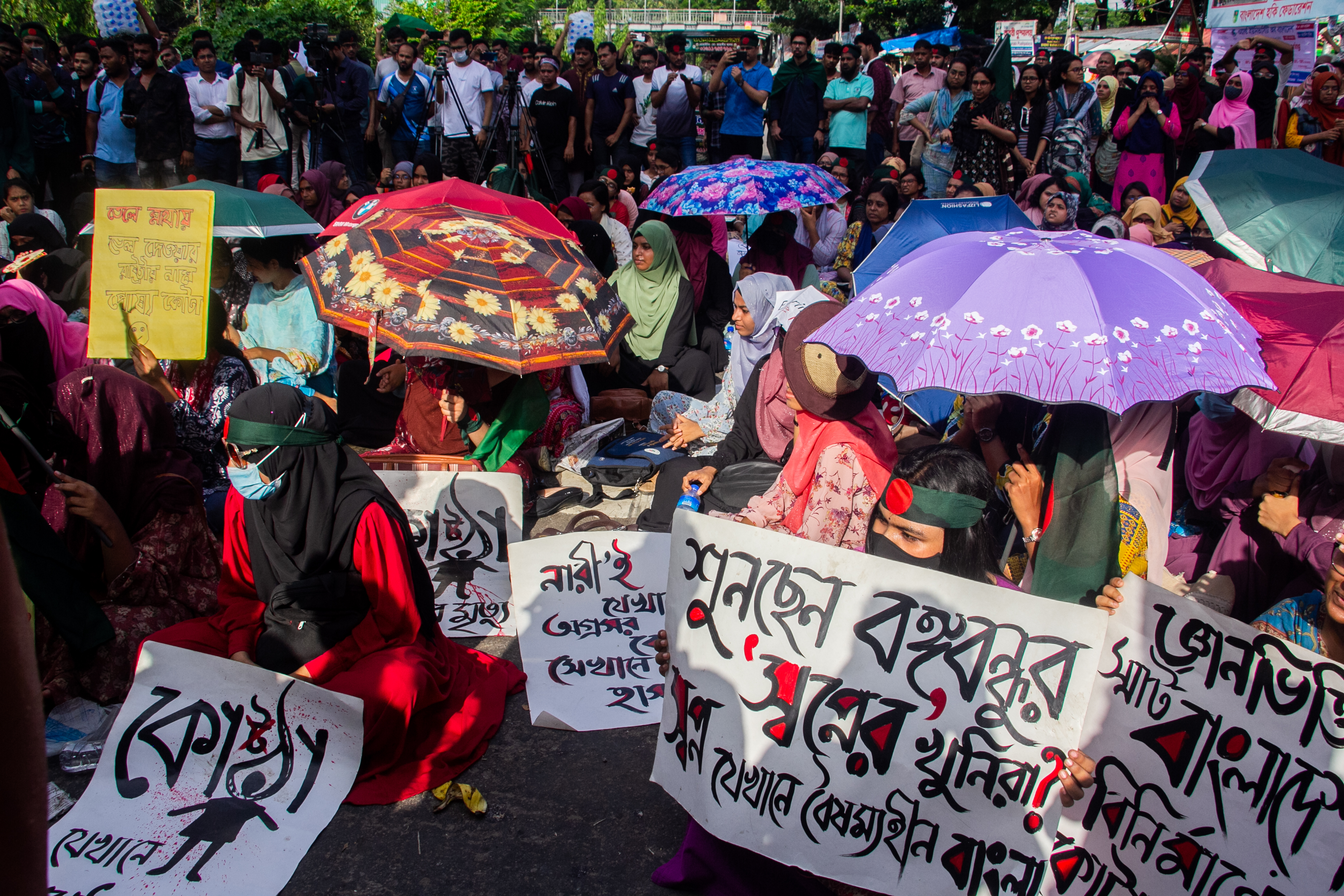